# بروسینو (بلغارستان)
بروسینو (به بلغاری: Brusino) یک منطقهٔ مسکونی در بلغارستان است که در ایوالوفگراد واقع شده‌است.